# Coptoclavídeos
Coptoclavídeos (Coptoclavidae) são uma família extinta de coleópteros, pertencente à subordem Adephaga.

## Subfamílias
- † Necronectinae Ponomarenko, 1977
- † Charonoscaphinae Ponomarenko, 1977
- † Coptoclavinae Ponomarenko, 1961
- † Coptoclaviscinae Soriano, Ponomarenko & Delclos, 2007
- † Hispanoclavinae Soriano, Ponomarenko & Delclos, 2007